# Einkauf
Der Begriff Einkauf bezog sich in der Betriebswirtschaftslehre ursprünglich auf die operativen Tätigkeiten zur Versorgung eines Unternehmens mit Gütern und Dienstleistungen, die zur Durchführung des Produktionsprozesses oder der Handelsfunktion benötigt und von diesem Unternehmen nicht selbst hergestellt werden. Mit zunehmender Bedeutung der Unternehmensfunktion Einkauf werden vermehrt auch strategische Aufgaben unter diesem Begriff zusammengefasst.

## Begriffliche Abgrenzung
Bedingt durch die erst recht spät eingesetzte Auseinandersetzung der betriebswirtschaftlichen Forschung mit der Funktion des Einkaufs herrscht weder in der Theorie noch in der Praxis endgültige Einigkeit über die genaue Abgrenzung der Begriffe Materialwirtschaft (analog im Handel auch: Warenwirtschaft), Supply Chain Management, Beschaffung, Beschaffungslogistik und Einkauf. Die herrschende Meinung in der betriebswirtschaftlichen Literatur sieht Einkauf als Teilgebiet der betrieblichen Funktion der Beschaffung. Der Einkauf repräsentiert die operative und strategische Tätigkeit des Einkaufens an sich. Dagegen beginnt die Beschaffung bereits früher durch Verbrauchsplanung, Planung von Lieferzeiten oder der Bereitstellung von Lagerkapazitäten und Logistik. Diese Begriffshierarchie spiegelt sich jedoch in der Regel nicht in der betrieblichen Aufbauorganisation wider. Einen Vorschlag zur Abgrenzung haben Krokowski und Lorenzen formuliert. Danach hat Beschaffung in einem weiten Sinn die Aufgabe, jeglichen Input, z. B. Personal, Kapital, materielle und immaterielle Leistungen, für ein Unternehmen bereitzustellen. Da die Personal- und Kapitalbeschaffung Themengebiete der Personal- und Finanzwirtschaft sind, bleiben für Beschaffung im engeren Sinn die Beschaffung materieller und immaterieller Leistungen. Diese Beschaffungsobjekte sind Gegenstand des Einkaufs und der Beschaffungslogistik. Aufgabe der Beschaffungslogistik ist das Management und die Ausführung der Raum- und Zeitdisparitäten ausgleichenden Prozesse (Transportieren, Lagern, Umschlagen) zwischen externen Bezugsquellen (Lieferanten) und internen Bedarfsträgern (z. B. die Produktion). Einkauf wird von den beiden Autoren definiert als "der Teil der Beschaffung, der aktiv und an den langfristigen Unternehmenszielen orientiert die Beziehungen zwischen insbesondere unternehmensinternen Bedarfsträgern und externen Bezugsquellen (Lieferanten) gestaltet, um durch (vertragliche) Vereinbarungen die Bereitstellung bzw. Verfügungsgewalt über Beschaffungsobjekte zu gewährleisten." Im Sinne eines systemorientierten Ansatzes beziehen sich damit die Aufgaben des Einkaufs auf "die Gestaltung
-       der Nachfrage (der Bedarfsträger/des „Absatz“marktes),
-       des Angebotes (der Lieferanten im Beschaffungsmarkt),
-       der „verbindenden“ Prozesse (Material-, Informations-, Zahlungsmittelfluss),
-       der (vertraglichen) Vereinbarungen und
-       des Einkaufs selbst."
Besondere Bedeutung hat dabei für den modernen Einkauf die Gestaltung der Nachfrage bzw. des Bedarfs im Unternehmen, da sie der zentrale Hebel zum Erreichen der unternehmerischen Ziele ist.

## Teilfunktionen
Die Unternehmensfunktion Einkauf umfasst – je nach Ausprägung in den einzelnen Unternehmen – unter anderem folgende Teilfunktionen:
- Einkaufs-Management
  - Personalführung
  - Gestaltung der Aufbauorganisation des Einkaufs
  - Gestaltung ggf. Digitalisierung der Einkaufsprozesse
  - Einkaufs-Controlling
  - Vertretung des Einkaufs innerhalb des Unternehmens
- Projekt-Einkauf
  - Einbindung in Projekt für Produktneuentwicklungen
  - Bearbeitung der Einkaufsaufgaben in z. B. Investitionsprojekten (z. B. Bau einer neuen Fertigungsanlage)
- Strategischer Einkauf
  - Optimierung des Beschaffungsprogramms
  - Durchführung von Wertanalysen
  - Standardisierung und Modularisierung von Beschaffungsobjekten
  - Planung und Steuerung der Materialkostenentwicklung
  - Beschaffungsmarktforschung
  - Analyse des Einkaufsverhaltens der Wettbewerber
  - Gestaltung der Einkaufsstrategie (Lieferantenanzahl, Vergabestrategien, Make-or-Buy, Dual Sourcing etc.)
  - Koordination verschiedener Unternehmensteile zur Bündelung von Einkaufsmacht
  - Standardisierung (Vereinheitlichung von Bauteilen) zur Volumenbündelung
  - Einflussnahme auf Technologieentscheidungen unter Kostengesichtspunkten
  - Lieferantenentwicklung
  - Lieferantenbewertung
  - Verhandlung von Preisen und Zahlungsbedingungen mit Lieferanten

- Operativer Einkauf
  - Verwaltung von Preisen und Konditionen
  - Ausschreibungen von Neuvergaben
  - Prüfung und Vergleich von Angeboten
  - Gestaltung und Abschluss von Verträgen mit Lieferanten
  - Bestellabwicklung
  - Reklamationsbearbeitung.

## Instrumente des Einkaufs
Für die Erfüllung der Aufgaben stehen dem Einkauf verschiedene Instrumente zur Verfügung. Einige Beispiele:
- Verschiedene Vergabemethoden (z. B. Auktion, umgekehrte (reverse) Auktion, expressive Bidding, Konzeptwettbewerb)
- Linear Performance Pricing (LPP)
- Regressionsanalyse über Kostentreiber und Preise
- Kostenanalysen
- Auswertung von Einkaufskennzahlen
- Betrachtungen der Total Cost of Ownership
- Spezifikationsanalysen und -anpassungen
- Risikomanagement
- Strategische Partnerschaften mit Lieferanten
- Einkaufsgemeinschaften
- Wertketten-Management
- Demand Management
- Benchmarking
- Kostenplanung
- Wertanalyse
- ABC-Analyse
- XYZ-Analyse

Welche Hebel zum Einsatz kommen, hängt von der individuellen Lieferanten-Kunden-Beziehung ab. Auch der moderne Einkauf folgt hier dem klassischen Ansatz von Angebot und Nachfrage. Entsprechend der Angebotsmacht des Lieferanten und der Nachfragemacht des Kunden erlaubt das Kräfteverhältnis unterschiedliche Einkaufshebel. Z. B. kann man bei geringer Angebotsmacht und hoher Nachfragemacht mit Zielpreisen arbeiten, während in der umgekehrten Situation das Ziel darin bestehen wird, die Natur der Nachfrage zu ändern, etwa durch Spezifikationsänderungen oder auch gezielte Innovationen.

## Einkaufsstrategien

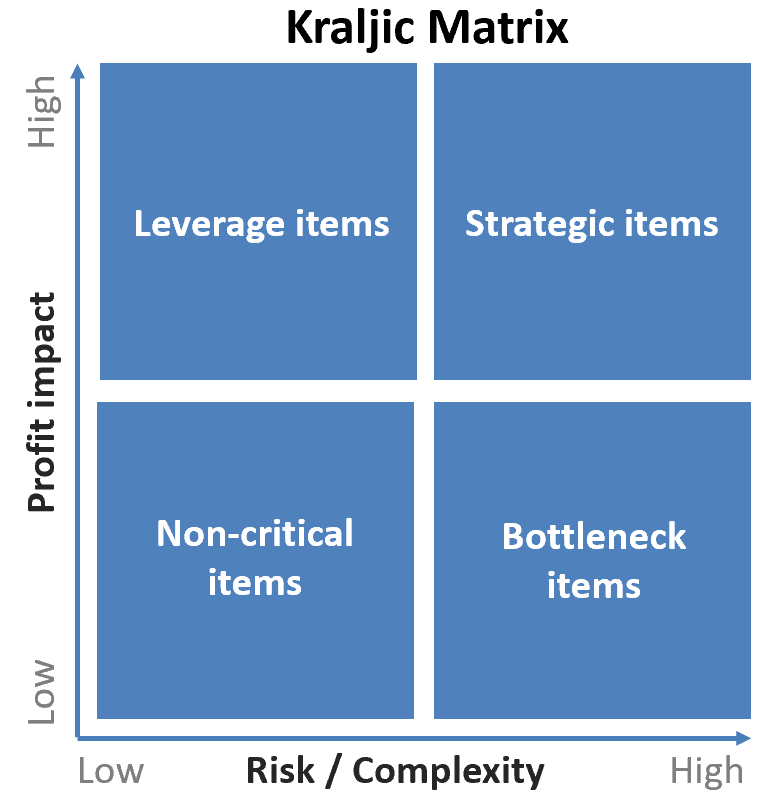
Kraljic Matrix

Ausgehend von der 1983 durch Peter Kraljic begründeten Kraljic Matrix lässt sich jede Einkaufs- oder Beschaffungssituation in 4 Quadranten entlang der Dimensionen Supply Chain Risiko bzw. Komplexität und des Einflusses auf die Profitabilität des Unternehmens beschreiben:

### Strategische Materialien
Materialien, die für das Unternehmen sowohl hinsichtlich der wirtschaftlichen Auswirkungen als auch für die Lieferbedingungen aus komplexen und/oder risikoreichen Märkten wichtig sind.

### Bottleneck Materialien
Komponenten mit geringen wirtschaftlichen Auswirkungen auf das Geschäft, bei denen jedoch die Lieferkontinuität gefährdet ist.

### Nicht-kritische Materialien
Materialien, die einen geringen Einfluss auf das Unternehmen haben und die im Überfluss und / oder in risikoarmen Märkten zu finden sind (z. B. Büromaterial).

### Hebel Materialien
Materialien, die für das Unternehmen wichtig sind, aber aus risikoarmen Märkten mit reichlichem Angebot bezogen werden. Wie der Name schon sagt, ist die optimale Verwaltung dieser Einkaufskategorien von wesentlicher Bedeutung, um ein zufriedenstellendes Geschäftsergebnis zu gewährleisten.
Eine erfolgreiche Einkaufsstrategie erfüllt die Unternehmensziele mittel bis langfristig, durch konkrete Maßnahmen. Aus der Einkaufsstrategie, werden die vier Leitstrategien abgeleitet.

## Ableitung der 4 Leitstrategien des Einkaufs
Diese Einordnung von Kraljic ist die Grundlage für die Ableitung von 4 sogenannten Leitstrategien im Einkauf. Die Leitstrategie erfüllt dabei die Funktion eine Ausrichtung und Orientierung bei der Erarbeitung der individuellen Einkaufsstrategie einer Warengruppe zu geben. Außerdem ist zu beachten, dass die Positionierung eines Materials oder einer Warengruppe innerhalb der Kraljic Matrix kein permanenter Status ist, sondern durch interne und externe Einflüsse verändert und so auch von Unternehmen aktiv gestaltet werden kann.
(Siehe auch:  Einteilung der Warengruppen in die Leitstrategien des Einkaufs)

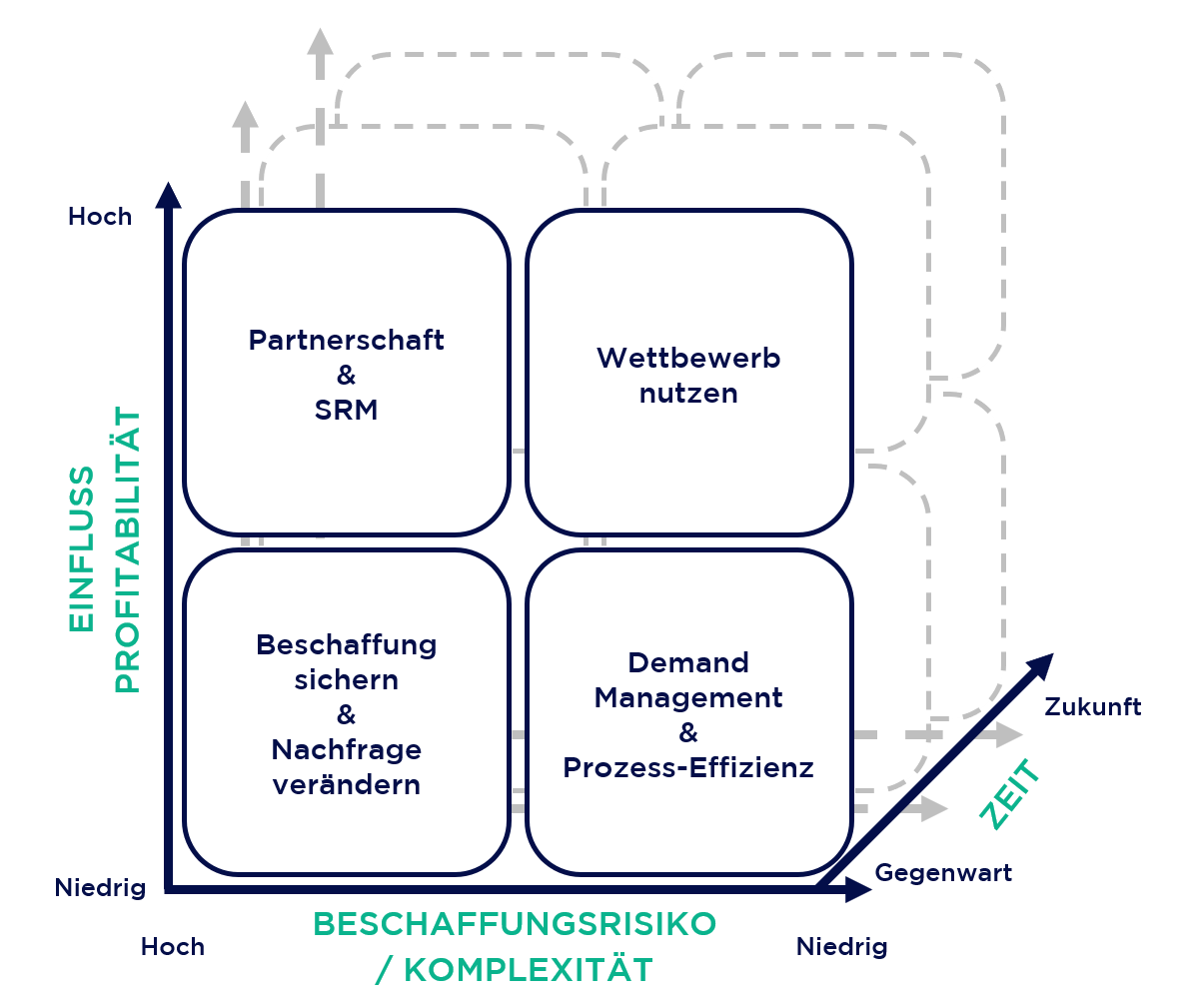
4 Leitstrategien des Einkaufs

### Partnerschaft und SRM
Für strategische Materialien in diesem Bereich ist der Horizont mittelfristig und innerhalb der Leitstrategie sollte mit einer kontinuierlichen Beobachtung der wirtschaftlichen Situation des Marktes, der technischen Entwicklung, der Bewertung von „make-or-buy“, der Schaffung von Alternativen und der Entwicklung von stabilen Beziehungen und einer maximalen Zusammenarbeit mit den Lieferanten das Risiko für das Unternehmen minimiert und der Profitbeitrag gesichert werden.

### Beschaffung sichern & Nachfrage verändern
Die Leitstrategie sollte für das Management dieser Materialien darauf abzielen, mittelfristige Beziehungen der Zusammenarbeit zwischen Kunde und Lieferant zu schaffen, um die Versorgung zu gewährleisten, wobei der Schwerpunkt weniger auf den Kosten liegen sollte. Alternativ können durch eine Veränderung der eigenen Nachfrage Alternativen geschaffen und ein Beschaffungsrisiko so reduziert werden.

### Demand Management & Prozess Effizienz
Bei nicht-kritischen Materialien sollte das Ziel der Leitstrategie darin bestehen, die Effizienz des Beschaffungsprozesses zu maximieren, um den Verwaltungsaufwand zu reduzieren, z. B. durch Delegieren des Einkaufs an lokale Manager oder die Verwendung von Katalogen und e-Procurement-Software.

### Wettbewerb nutzen
Bei dieser Art von Materialien neigt das Unternehmen dazu, das Beste aus seiner Verhandlungsmacht und der Fülle des Angebots mit häufigen Verhandlungen zu machen.

## Festlegung der Lieferantenzahl
Je nach strategischer Situation, Höhe der Fixkosten und Stückzahl kann die Vergabe an mehr als einen Lieferanten sinnvoll sein. Der Vorteil einer Mehrlieferanten-Strategie besteht darin, dass der Einkäufer sich bei Differenzen mit dem Lieferanten, z. B. bezüglich zukünftiger Preisgestaltung, die Option offen hält, kurzfristig Volumen zu anderen Lieferanten zu verlagern. Der Nachteil gegenüber einer Einlieferanten-Strategie ist das mehrfache Anfallen von Fixkostenblöcken (z. B. Entwicklungs- oder Werkzeugkosten).

### Verknüpfung verschiedener Verhandlungsgegenstände
In vielen Fällen lassen sich verschiedene Verhandlungsgegenstände, z. B. Vergabe von Neuproduktprojekten und Preisentwicklung des Altgeschäftes, in einer Verhandlung verknüpfen. Dazu werden sämtliche möglichen Forderungen an den Lieferanten vor einer Verhandlung recherchiert und zusammengestellt. Hier ist vor allem in großen und global organisierten Konzernen eine enge Zusammenarbeit der verschiedenen Teile der Einkaufsorganisation nötig.

### Lead Buying
Mit zunehmender Unternehmensgröße nehmen die strategischen Optionen des Einkaufs zu. So können durch zentral gesteuerte Zusammenarbeit verschiedener Unternehmensteile (Lead Buying) bessere Verhandlungspositionen gegenüber oft ebenfalls global agierenden Lieferanten aufgebaut werden.

## Organisation

### Interne Organisation
Der Einkauf kann intern nach Lieferanten, Produktklassen (auch Materialgruppen, Rohstoffe) oder internen Kunden (z. B. Werke) organisiert werden. In manchen Unternehmen wird eine Aufteilung in Projekteinkauf und Serieneinkauf vorgenommen, d. h., es gibt verschiedene Organisationseinheiten für Neuvergaben und laufendes Seriengeschäft. In kleineren Unternehmen sind Einkauf und Disposition manchmal organisatorisch zusammengefasst.

### Einkauf in der betrieblichen Organisation
Die Einordnung des Einkaufs in der betrieblichen Organisation ist abhängig von der Größe und  Struktur des Unternehmens sowie von der Bedeutung des Einkaufs für das Unternehmen, die z. B. am Verhältnis des Einkaufsvolumens zum Gesamtumsatz messbar ist. In produzierenden Unternehmen beträgt der Anteil der extern zugekauften Waren und Leistungen regelmäßig mehr als 50 Prozent der Gesamtkosten. Diese Bedeutung findet sich in der Praxis jedoch nicht immer in der Gestaltung der Einkaufsorganisation wieder.
Bei global aufgestellten Unternehmen mit hohen Einkaufsvolumen (z. B. in der Automobilindustrie) ist der Einkauf in der Regel ein unter dem CPO (Chief Procurement Officer) organisierter Unternehmensbereich, der zur Bündelung der Einkaufsmacht zentral für alle Werke bzw. Niederlassungen des Unternehmens einkauft (zentraler Einkauf). Der CPO ist nicht immer Mitglied des Vorstandes, er untersteht dann regelmäßig dem COO, CFO oder CEO, manchmal auch dem Produktionsvorstand. Bei Unternehmen mit geringerer Bedeutung des Einkaufs können einzelne Werke oder Niederlassungen auch über ihnen direkt zugeordnete Einkaufsabteilungen verfügen (dezentraler Einkauf). Der aktuelle Trend in der Industrie ist die Zentralisierung des Einkaufs.
Im Rahmen dieser Zentralisierung ist die Einhaltung von Einkaufsrichtlinien ein wichtiger Aspekt, um die Standardisierung der Einkaufsprozesse sowie ihrer Kontrolle voranzutreiben. Vollautomatisierte Genehmigungsabläufe sorgen heute dafür, dass insbesondere in Großunternehmen vor dem eigentlichen Bestellvorgang eine fachliche Genehmigung und vor Auftragserteilung eine kaufmännische Genehmigung erteilt werden. So kann der Einkauf zwar zentralisiert, aber die notwendigen Kompetenzentscheidungen dezentralisiert werden. Die dafür notwendigen Geschäftsprozesse und Regeln werden zentral vorgegeben und können weltweit befolgt werden.